# Matteo Rodor
Matteo Rodor (Francia, 4 de julio de 1999) es un jugador profesional francés de rugby que se desempeña en la posición de medio scrum en Union Sportive Arlequins Perpignanais, equipo perteneciente a la liga Top 14.

## Carrera
Rodor es un jugador de formación francesa (JIFF). En 2004 comenzó su carrera deportiva con el equipo Étang-Salé Rugby Club, en el cual jugó seis temporadas (2004-2010), después pasó a Union Sportive Arlequins Perpignanais, donde lleva jugando catorce temporadas.